# Bálványos
Bálványos (vyslovováno [bálváňoš]) je vesnice v Maďarsku v župě Somogy, spadající pod okres Siófok. Nachází se asi 18 km jihozápadně od Siófoku. Žije zde 550 obyvatel. Dle údajů z roku 2011 tvoří 90,9 % obyvatelstva Maďaři, 1,5 % Němci, 0,5 % Arméni, 0,2 % Srbové a 0,2 % Rusíni.
Sousedními vesnicemi jsou Kereki a Kőröshegy.